# Třebůvka

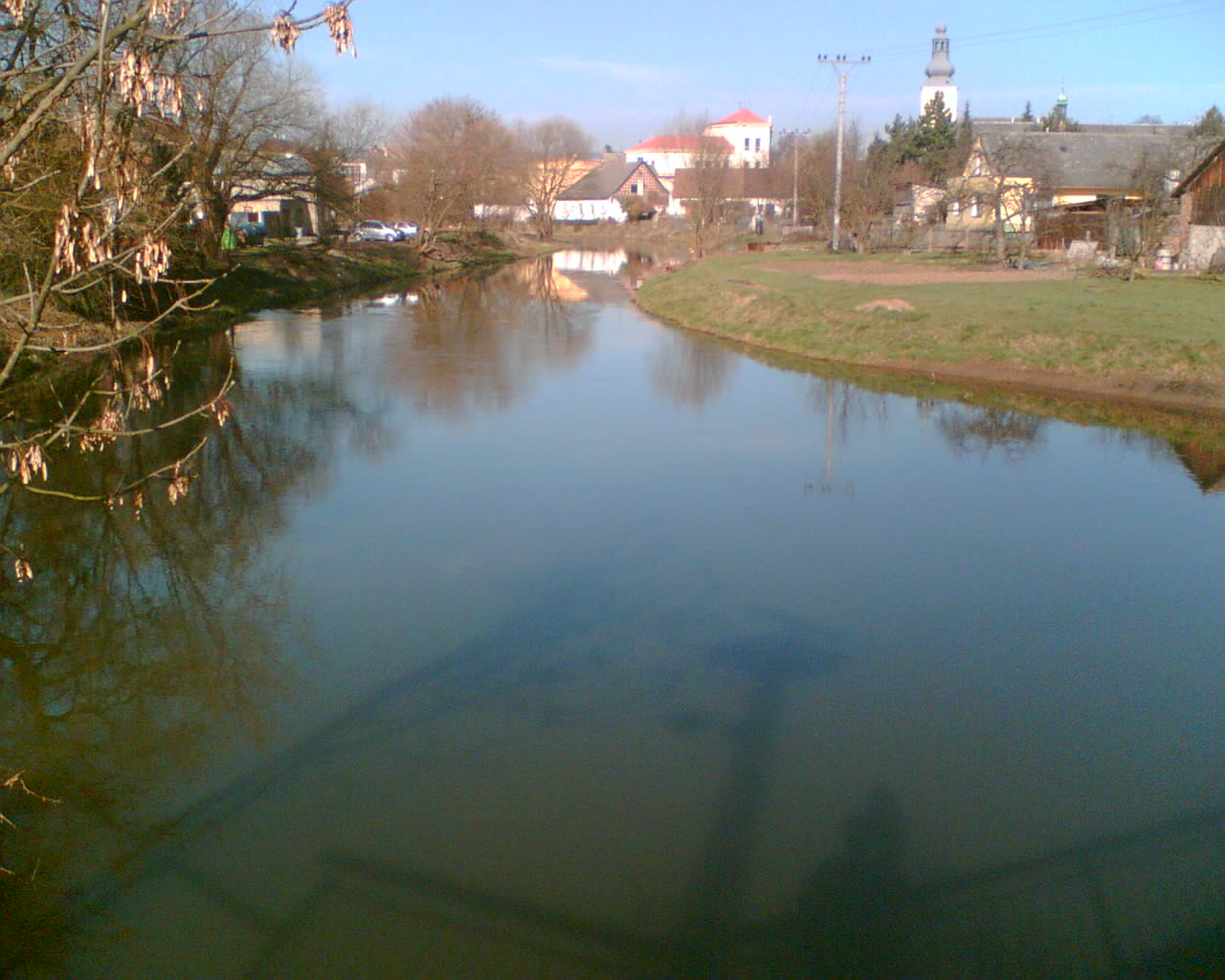
Třebůvka w Lošticach

Třebůvka – rzeka w północno-wschodnich Czechach i na Morawach, prawy dopływ Morawy.
Długość – 48 km, powierzchnia dorzecza – 584,6 km². W miejscowości Hraničky ma średni roczny przepływ 2,07  m³/s.
Źródła znajdują się we wsi Křenov, na wysokości 462 m n.p.m. Odwadnia część Zábřežské vrchoviny. Pomiędzy miejscowościami Městečko Trnávka a Loštice oddziela Mírovską vrchovine od Drozdovske vrchoviny. Płynie przez miasta Moravská Třebová i Městečko Trnávka oraz wsie: Útěchov, Boršov, Linhartice, Radkov, Rozstání, Jevíčka, Pěčíkov, Vranová Lhota, Kozov, Bezděkov nad Třebůvkou, Jeřmaň, Vlčice i Loštice.
Dopływy:
- prawostronne – Jevíčka, Věžnice, Javoříčka
- lewostronne – Boršovský p., Mlýnský p., Borušovský p., Bohdalovský p., Hranička, Radnička, Žádlovický p.